# Christine Davies
Christine Tullis Hunter Davies, née en 1959, est une enseignante-chercheuse de physique Britannique, en poste à l'université de Glasgow.

## Éducation
Christine Davies naît à Clacton-on-Sea (dans l'Essex) en 1959. Elle étudie au Colchester County High School for Girls (en) à Colchester dans l'Essex puis à l'université de Cambridge. Elle suit le cursus de physique au sein du Churchill College et obtient un Bachelor of Arts en Physique théorique en 1981 puis un Philosophiæ doctor en 1984 au sein du laboratoire Cavendish. Ses recherches et sa thèse portent sur la Chromodynamique quantique et le Processus Drell-Yan (sa thèse est intitulilée « Quantum chromodynamics and the Drell-Yan Process »,).

## Recherches et carrière universitaire
Les recherches post-doctorales de Christine Davies portent les interactions fortes et la recherche d'une solution à la chromodynamique quantique à l'aide d'une méthode numérique appelée la Chromodynamique quantique sur réseau,.
Elle occupe des postes universitaires et de recherche au sein du CERN, de l'université Cornell, de l'université d'État de l'Ohio, de l'université de Californie à Santa Barbara et depuis 1986 de l'université de Glasgow,,,. Elle obtient des financements et des bourses auprès d'organismes comme le Science and Technology Facilities Council (STFC), le Particle Physics and Astronomy Research Council (en) (PPARC), le Leverhulme Trust (en), la Royal Society et le Programme Fulbright (pour un projet intitulé The Hadron Spectrum from Lattice Quantum Chromodynamics en 1997-1998).
Elle préside le conseil de gestion de projet pour la calcul haute performance du DiRAC (en), est membre du comité consultatif de physique des particules du STFC et est examinatrice externe (en) pour l'École de physique et d'astronomie de l'université de Manchester.

### Récompenses et distinctions
Christine Davies est élue membre de l'Institute of Physics en 1988 et membre de la Royal Society of Edinburgh en 2001,,.
En 2005 elle remporte le prix Rosalind-Franklin pour ses réalisations scientifiques et de son travail de promotion des femmes dans la science.
Elle est faite officier de l'ordre de l'Empire britannique à l'occasion des 2006 Birthday Honours (en) pour ses services rendus à la science,.
En 2012 elle reçoit la Bourse Wolfson de la Royal Society pour ses travaux sur la Chromodynamique quantique sur réseau.